# Xian de Mingshan
Pour les articles homonymes, voir Mingshan.
Le xian de Mingshan (名山县 ; pinyin : Míngshān Xiàn) est un district administratif de la province du Sichuan en Chine. Il est placé sous la juridiction de la ville-préfecture de Ya'an.

## Démographie
La population du district était de 258 470 habitants en 1999.